# Кыпшак
Кыпчак (каз. Қыпшақ) — в настоящее время сохранившееся как тюркское племя в составе Среднего жуза казахов от древнего народа кыпчаки, распространённого от Алтая до Дуная. Этноним «кыпчак» впервые упоминается в древнетюркском руническом памятнике, датируемом 760 годом.

## Территория
В настоящее время живут в Костанайской, Кызылординской, Павлодарской, Карагандинской, Акмолинской, Северо-Казахстанской и Туркестанской областях Казахстана. А также в Республике Дагестан (Ногайский район), Алтайском крае, Омской, Оренбургской, Челябинской, Курганской, Новосибирской и Тюменской областях России.

## Предыстория
Кипчаки (кыпчаки) жили на огромной территории от озера Зайсан на Алтае до берегов Дуная (XI—XII вв.), в поздний период (после XV в.) жили в основном на территории современного Центрального Казахстана, на южных берегах Сырдарьи в её среднем и нижнем течении, на берегах Тобола и участвовали в этногенезе каракалпаков, казахов и ряда других тюркских народов (киргизов, татар, башкир и др.). По данным царской переписи, они селились в Кустанайском, Перовском, Павлодарском, Омском уездах. Их лозунг — «Ойбас», являются выходцами из ханства Абулхаира, принимали активное участие в этногенезе казахов и образования Казахского ханства.

## Численность
По данным сельскохозяйственной переписи 1899—1912 гг. кыпчаков насчитывалось 169 тыс. человек, в том числе в Кустанайском уезде 47 тыс. человек (41 % казахского населения), в Омском уезде 10,7 тыс. человек (28 %), в Павлодарском уезде — 14,8 тыс. (10,3 %), Акмолинском — 10,9 тыс. (6,6 %), в Перовском — 32,9 тыс.(22,5 %), Тургайском — 42, 9 (46 %). Кыпчаки составляли 4,5 % от общей численности казахов в Российской империи.

## Тамга и Уран
Тамга племени —  Қос Әліп (Два гиганта). Уран — Ойбас, происходит от имени Ойбас-батыра, сына кара-кыпчака Кобланды-батыра.